# Cantone di Taisha
Il cantone di Taisha è un cantone dell'Ecuador che si trova nella provincia di Morona-Santiago.
Il capoluogo del cantone è Taisha.